# A Country Girl (film 1911)
A Country Girl è un cortometraggio muto del 1911. Il nome del regista non viene riportato nei credit del film che, prodotto dalla Reliance Film Company, aveva come interprete Marion Leonard.

## Produzione
Il film fu prodotto dalla Reliance Film Company.

## Distribuzione
Distribuito dalla Motion Picture Distributors and Sales Company, il film - un cortometraggio di 270 metri - uscì nelle sale statunitensi il 18 gennaio 1911.